# Impianti sportivi scoperti in Italia
L'elenco seguente include i maggiori impianti sportivi scoperti in Italia, con capienza di pubblico superiore a 5.000 posti a sedere omologati. Sono elencati tutti gli impianti sportivi nel quale il campo sportivo in cui si svolge la competizione è all'aperto, con tribune per consentire al pubblico di assistere all'evento. Pertanto rientrano in questo elenco, poiché aventi campo di gara scoperto, tutti gli impianti italiani dediti al calcio, al rugby, al football americano, all'hockey su prato, al Baseball, alla Canoa/kayak, al Canottaggio, all'equitazione, al golf, agli sport motoristici e ad alcuni sport invernali (Biathlon, Bob e skeleton e slittino e sci), la quasi totalità degli impianti dedicati all'atletica leggera (tranne le poche arene indoor esistenti) e al ciclismo su pista (tranne quindi l'unico velodromo coperto italiano), e gli impianti di tennis e degli Sport acquatici che dispongono di campo di gioco scoperto.

## Lista
Quella che segue è la lista dei principali stadi italiani, sopra l'omologazione di un minimo 5.000 spettatori.
| N.  | Foto                              | Denominazione                                | Città                          | Regione               | Capienza | Sport                               | Utilizzatori                    | Proprietà                             | Inaug. |
| --- | --------------------------------- | -------------------------------------------- | ------------------------------ | --------------------- | -------- | ----------------------------------- | ------------------------------- | ------------------------------------- | ------ |
| 1   |                                   | Autodromo nazionale di Monza                 | Monza                          | Lombardia             | 118.865  | Automobilismo                       | Gran Premio d'Italia            | Autodromo Nazionale Monza SIAS S.p.A. | 1922   |
| 2   |                                   | Stadio Giuseppe Meazza                       | Milano                         | Lombardia             | 75.923   | Calcio                              | Inter                           | Comune di Milano                      | 1926   |
| 2   | Milan                             | Stadio Giuseppe Meazza                       | Milano                         | Lombardia             | 75.923   |                                     |                                 |                                       | 1926   |
| 3   |                                   | Stadio Olimpico                              | Roma                           | Lazio                 | 70.634   | Calcio                              | Lazio                           | Sport e Salute S.p.A.                 | 1953   |
| 3   | Roma                              | Stadio Olimpico                              | Roma                           | Lazio                 | 70.634   |                                     |                                 |                                       | 1953   |
| 3   | Rugby                             | Stadio Olimpico                              | Roma                           | Lazio                 | 70.634   | Italia                              |                                 |                                       | 1953   |
| 3   | Atletica leggera                  | Stadio Olimpico                              | Roma                           | Lazio                 | 70.634   | Golden Gala                         |                                 |                                       | 1953   |
| 4   |                                   | Stadio San Nicola                            | Bari                           | Puglia                | 58.270   | Calcio                              | Bari                            | Comune di Bari                        | 1990   |
| 4   | Atletica leggera                  | Stadio San Nicola                            | Bari                           | Puglia                | 58.270   |                                     |                                 |                                       | 1990   |
| 5   |                                   | Stadio Diego Armando Maradona                | Napoli                         | Campania              | 54.726   | Calcio                              | Napoli                          | Comune di Napoli                      | 1959   |
| 5   | Atletica leggera                  | Stadio Diego Armando Maradona                | Napoli                         | Campania              | 54.726   |                                     |                                 |                                       | 1959   |
| 6   |                                   | Misano World Circuit Marco Simoncelli        | Misano Adriatico (RN)          | Emilia-Romagna        | 50.000   | Motociclismo                        | Gran Premio di San Marino       | Santa Monica S.p.A.                   | 1972   |
| 6   | Gran Premio d'Italia di Superbike | Misano World Circuit Marco Simoncelli        | Misano Adriatico (RN)          | Emilia-Romagna        | 50.000   |                                     |                                 |                                       | 1972   |
| 7   |                                   | Stadio Artemio Franchi                       | Firenze                        | Toscana               | 43.147   | Calcio                              | Fiorentina                      | Comune di Firenze                     | 1931   |
| 8   |                                   | Juventus Stadium                             | Torino                         | Piemonte              | 41.507   | Calcio                              | Juventus                        | Juventus Football Club S.p.A.         | 2011   |
| 9   |                                   | Stadio Marcantonio Bentegodi                 | Verona                         | Veneto                | 39.211   | Calcio                              | Verona                          | Comune di Verona                      | 1963   |
| 9   | Atletica leggera                  | Stadio Marcantonio Bentegodi                 | Verona                         | Veneto                | 39.211   |                                     |                                 |                                       | 1963   |
| 10  |                                   | Stadio San Filippo-Franco Scoglio            | Messina                        | Sicilia               | 38.722   | Calcio                              | Messina                         | Comune di Messina                     | 2004   |
| 11  |                                   | Stadio Renato Dall'Ara                       | Bologna                        | Emilia-Romagna        | 36.462   | Calcio                              | Bologna                         | Comune di Bologna                     | 1927   |
| 12  |                                   | Stadio Renzo Barbera                         | Palermo                        | Sicilia               | 36.365   | Calcio                              | Palermo                         | Comune di Palermo                     | 1932   |
| 13  |                                   | Stadio Luigi Ferraris                        | Genova                         | Liguria               | 34.901   | Calcio                              | Genoa                           | Comune di Genova                      | 1911   |
| 13  | Sampdoria                         | Stadio Luigi Ferraris                        | Genova                         | Liguria               | 34.901   |                                     |                                 |                                       | 1911   |
| 14  |                                   | Autodromo internazionale Enzo e Dino Ferrari | Imola (BO)                     | Emilia-Romagna        | 34.419   | Automobilismo                       | Gran Premio dell'Emilia-Romagna | Comune di Imola                       | 1953   |
| 14  | 6 Ore di Imola                    | Autodromo internazionale Enzo e Dino Ferrari | Imola (BO)                     | Emilia-Romagna        | 34.419   |                                     |                                 |                                       | 1953   |
| 15  |                                   | Stadio Flaminio                              | Roma                           | Lazio                 | 32.000   | Inutilizzato                        |                                 | Roma Capitale                         | 1959   |
| 16  |                                   | Stadio Ettore Giardiniero-Via del Mare       | Lecce                          | Puglia                | 31.559   | Calcio                              | Lecce                           | Comune di Lecce                       | 1966   |
| 16  | Atletica leggera                  | Stadio Ettore Giardiniero-Via del Mare       | Lecce                          | Puglia                | 31.559   |                                     |                                 |                                       | 1966   |
| 17  |                                   | Stadio della Vittoria                        | Bari                           | Puglia                | 30.000   | Rugby                               | Tigri Bari                      | Comune di Bari                        | 1934   |
| 17  | Atletica leggera                  | Stadio della Vittoria                        | Bari                           | Puglia                | 30.000   |                                     |                                 |                                       | 1934   |
| 18  |                                   | Stadio Arechi                                | Salerno                        | Campania              | 29.739   | Calcio                              | Salernitana                     | Comune di Salerno                     | 1990   |
| 19  |                                   | Stadio Nereo Rocco                           | Trieste                        | Friuli-Venezia Giulia | 28.565   | Calcio                              | Triestina                       | Comune di Trieste                     | 1992   |
| 20  |                                   | Stadio Olimpico Grande Torino                | Torino                         | Piemonte              | 28.177   | Calcio                              | Torino                          | Comune di Torino                      | 1933   |
| 21  |                                   | Stadio Renato Curi                           | Perugia                        | Umbria                | 28.000   | Calcio                              | Perugia                         | Comune di Perugia                     | 1975   |
| 22  |                                   | Stadio Oreste Granillo                       | Reggio Calabria                | Calabria              | 26.343   | Calcio                              | Reggina                         | Comune di Reggio Calabria             | 1932   |
| 23  |                                   | Stadio Partenio-Adriano Lombardi             | Avellino                       | Campania              | 26.308   | Calcio                              | Avellino                        | Comune di Avellino                    | 1973   |
| 24  |                                   | Stadio Friuli                                | Udine                          | Friuli-Venezia Giulia | 25.144   | Calcio                              | Udinese                         | Udinese Calcio S.p.A.                 | 1976   |
| 25  |                                   | Stadio Pino Zaccheria                        | Foggia                         | Puglia                | 25.085   | Calcio                              | Foggia                          | Comune di Foggia                      | 1925   |
| 26  |                                   | Stadio Nuovo Romagnoli                       | Campobasso                     | Molise                | 25.000   | Calcio                              | Campobasso                      | Comune di Campobasso                  | 1985   |
| 27  |                                   | Stadio San Vito Gigi Marulla                 | Cosenza                        | Calabria              | 24.479   | Calcio                              | Cosenza                         | Comune di Cosenza                     | 1964   |
| 27  | Atletica leggera                  | Stadio San Vito Gigi Marulla                 | Cosenza                        | Calabria              | 24.479   |                                     |                                 |                                       | 1964   |
| 28  |                                   | Orogel Stadium-Dino Manuzzi                  | Cesena                         | Emilia-Romagna        | 23.860   | Calcio                              | Cesena                          | Comune di Cesena                      | 1957   |
| 29  |                                   | Stadio Atleti Azzurri d'Italia               | Bergamo                        | Lombardia             | 22.512   | Calcio                              | Atalanta                        | Stadio Atalanta S.r.l.                | 1928   |
| 30  |                                   | Stadio Ennio Tardini                         | Parma                          | Emilia-Romagna        | 22.352   | Calcio                              | Parma                           | Comune di Parma                       | 1924   |
| 30  | Parma (femm.)                     | Stadio Ennio Tardini                         | Parma                          | Emilia-Romagna        | 22.352   |                                     |                                 |                                       | 1924   |
| 31  |                                   | Stadio Libero Liberati                       | Terni                          | Umbria                | 22.000   | Calcio                              | Ternana                         | Comune di Terni                       | 1969   |
| 32  |                                   | Stadio Leonardo Garilli                      | Piacenza                       | Emilia-Romagna        | 21.668   | Calcio                              | Piacenza                        | Comune di Piacenza                    | 1969   |
| 32  | Atletica leggera                  | Stadio Leonardo Garilli                      | Piacenza                       | Emilia-Romagna        | 21.668   |                                     |                                 |                                       | 1969   |
| 33  |                                   | Mapei Stadium - Città del Tricolore          | Reggio Emilia                  | Emilia-Romagna        | 21.584   | Calcio                              | Reggiana                        | Mapei S.p.A.                          | 1995   |
| 33  | Sassuolo                          | Mapei Stadium - Città del Tricolore          | Reggio Emilia                  | Emilia-Romagna        | 21.584   |                                     |                                 |                                       | 1995   |
| 34  |                                   | Stadio Alberto Braglia                       | Modena                         | Emilia-Romagna        | 21.151   | Calcio                              | Modena                          | Comune di Modena                      | 1938   |
| 35  |                                   | Stadio Cino e Lillo Del Duca                 | Ascoli Piceno                  | Marche                | 20.550   | Calcio                              | Ascoli                          | Comune di Ascoli Piceno               | 1962   |
| 36  |                                   | Stadio Adriatico-Giovanni Cornacchia         | Pescara                        | Abruzzo               | 20.476   | Calcio                              | Pescara                         | Comune di Pescara                     | 1955   |
| 36  | Atletica leggera                  | Stadio Adriatico-Giovanni Cornacchia         | Pescara                        | Abruzzo               | 20.476   |                                     |                                 |                                       | 1955   |
| 37  |                                   | Stadio Angelo Massimino                      | Catania                        | Sicilia               | 20.016   | Calcio                              | Catania                         | Comune di Catania                     | 1937   |
| 37  | Atletica leggera                  | Stadio Angelo Massimino                      | Catania                        | Sicilia               | 20.016   |                                     |                                 |                                       | 1937   |
| 38  |                                   | Autodromo Piero Taruffi                      | Campagnano di Roma (Roma)      | Lazio                 | 20.000   | Automobilismo                       | Campionato Italiano Velocità    | Automobile Club d'Italia              | 1951   |
| 38  | 6 Ore di Vallelunga               | Autodromo Piero Taruffi                      | Campagnano di Roma (Roma)      | Lazio                 | 20.000   |                                     |                                 |                                       | 1951   |
| 39  |                                   | Stadio Carlo Castellani                      | Empoli (FI)                    | Toscana               | 19.847   | Calcio                              | Empoli                          | Comune di Empoli                      | 1965   |
| 39  | Atletica leggera                  | Stadio Carlo Castellani                      | Empoli (FI)                    | Toscana               | 19.847   |                                     |                                 |                                       | 1965   |
| 40  |                                   | Stadio Mario Rigamonti                       | Brescia                        | Lombardia             | 19.550   | Calcio                              | Brescia                         | Comune di Brescia                     | 1959   |
| 41  |                                   | Stadio Euganeo                               | Padova                         | Veneto                | 19.376   | Calcio                              | Padova                          | Comune di Padova                      | 1994   |
| 42  |                                   | Stadio Armando Picchi                        | Livorno                        | Toscana               | 19.238   | Calcio                              | Livorno                         | Comune di Livorno                     | 1935   |
| 42  | Atletica leggera                  | Stadio Armando Picchi                        | Livorno                        | Toscana               | 19.238   |                                     |                                 |                                       | 1935   |
| 43  |                                   | Stadio Silvio Piola                          | Novara                         | Piemonte              | 17.875   | Calcio                              | Novara                          | Comune di Novara                      | 1976   |
| 44  |                                   | Stadio Brianteo                              | Monza                          | Lombardia             | 17.102   | Calcio                              | Monza                           | Comune di Monza                       | 1988   |
| 45  |                                   | Stadio Ciro Vigorito                         | Benevento                      | Campania              | 16.867   | Calcio                              | Benevento                       | Comune di Benevento                   | 1979   |
| 46  |                                   | Stadio Ezio Scida                            | Crotone                        | Calabria              | 16.640   | Calcio                              | Crotone                         | Comune di Crotone                     | 1946   |
| 47  |                                   | Unipol Domus                                 | Cagliari                       | Sardegna              | 16.416   | Calcio                              | Cagliari                        | Comune di Cagliari                    | 2017   |
| 48  |                                   | Stadio Benito Stirpe                         | Frosinone                      | Lazio                 | 16.227   | Calcio                              | Frosinone                       | Frosinone Calcio S.p.A.               | 2017   |
| 49  |                                   | Stadio Paolo Mazza                           | Ferrara                        | Emilia-Romagna        | 16.134   | Calcio                              | SPAL                            | Comune di Ferrara                     | 1928   |
| 50  |                                   | Stadio Giovanni Zini                         | Cremona                        | Lombardia             | 16.003   | Calcio                              | Cremonese                       | Unione Sportiva Cremonese S.p.A.      | 1910   |
| 51  |                                   | Stadio Artemio Franchi                       | Siena                          | Toscana               | 15.373   | Calcio                              | Siena                           | Comune di Siena                       | 1938   |
| 51  | Atletica leggera                  | Stadio Artemio Franchi                       | Siena                          | Toscana               | 15.373   |                                     |                                 |                                       | 1938   |
| 52  |                                   | Stadio José Guimarães Dirceu                 | Eboli (SA)                     | Campania              | 15.000   | Calcio                              | Ebolitana                       | Comune di Eboli                       | 2001   |
| 52  | Atletica leggera                  | Stadio José Guimarães Dirceu                 | Eboli (SA)                     | Campania              | 15.000   |                                     |                                 |                                       | 2001   |
| 53  |                                   | Stadio Nicola Ceravolo                       | Catanzaro                      | Calabria              | 14.650   | Calcio                              | Catanzaro                       | Comune di Catanzaro                   | 1919   |
| 54  |                                   | Stadio Del Conero                            | Ancona                         | Marche                | 14.295   | Calcio                              | Ancona                          | Comune di Ancona                      | 1992   |
| 55  |                                   | Stadio Centro d'Italia-Manlio Scopigno       | Rieti                          | Lazio                 | 13.773   | Calcio                              | Rieti                           | Comune di Rieti                       | 1991   |
| 56  |                                   | Stadio Riviera delle Palme                   | San Benedetto del Tronto (AP)  | Marche                | 13.683   | Calcio                              | Sambenedettese                  | Comune di San Benedetto del Tronto    | 1985   |
| 57  |                                   | Stadio Giuseppe Sinigaglia                   | Como                           | Lombardia             | 13.602   | Calcio                              | Como                            | Comune di Como                        | 1927   |
| 58  |                                   | Autodromo internazionale del Mugello         | Scarperia e San Piero (FI)     | Toscana               | 13.500   | Automobilismo                       | Campionato Italiano Velocità    | Ferrari S.p.A.                        | 1974   |
| 58  | Motociclismo                      | Autodromo internazionale del Mugello         | Scarperia e San Piero (FI)     | Toscana               | 13.500   | Gran Premio motociclistico d'Italia |                                 |                                       | 1974   |
| 59  |                                   | Stadio Romeo Menti                           | Vicenza                        | Veneto                | 13.173   | Calcio                              | Vicenza                         | Comune di Vicenza                     |        |
| 60  |                                   | Stadio Città di Arezzo                       | Arezzo                         | Toscana               | 13.128   | Calcio                              | Arezzo                          | Comune di Arezzo                      | 1961   |
| 60  | Arezzo (femm.)                    | Stadio Città di Arezzo                       | Arezzo                         | Toscana               | 13.128   |                                     |                                 |                                       | 1961   |
| 60  | Atletica leggera                  | Stadio Città di Arezzo                       | Arezzo                         | Toscana               | 13.128   |                                     |                                 |                                       | 1961   |
| 62  |                                   | Stadio Antonino Lombardo Angotta             | Marsala (TP)                   | Sicilia               | 13.000   | Calcio                              | Marsala                         | Comune di Marsala                     | 1956   |
| 62  | Atletica leggera                  | Stadio Antonino Lombardo Angotta             | Marsala (TP)                   | Sicilia               | 13.000   |                                     |                                 |                                       | 1956   |
| 63  |                                   | Stadio Guido Angelini                        | Chieti                         | Abruzzo               | 12.750   | Calcio                              | Chieti                          | Comune di Chieti                      | 1970   |
| 63  | Atletica leggera                  | Stadio Guido Angelini                        | Chieti                         | Abruzzo               | 12.750   |                                     |                                 |                                       | 1970   |
| 64  |                                   | Stadio Aci e Galatea                         | Acireale (CT)                  | Sicilia               | 12.500   | Calcio                              | Acireale                        | Comune di Acireale                    | 1993   |
| 64  | Atletica leggera                  | Stadio Aci e Galatea                         | Acireale (CT)                  | Sicilia               | 12.500   |                                     |                                 |                                       | 1993   |
| 65  |                                   | Stadio Erasmo Iacovone                       | Taranto                        | Puglia                | 12.154   | Calcio                              | Taranto                         | Comune di Taranto                     | 1965   |
| 66  |                                   | Stadio Bruno Benelli                         | Ravenna                        | Emilia-Romagna        | 12.020   | Calcio                              | Ravenna                         | Comune di Ravenna                     | 1966   |
| 67  |                                   | Stadio Esseneto                              | Agrigento                      | Sicilia               | 12.000   | Calcio                              | Akragas                         | Comune di Agrigento                   | 1930   |
| 67  |                                   | Stadio Alberto Pinto                         | Caserta                        | Campania              | 12.000   | Calcio                              | Casertana                       | Comune di Caserta                     | 1936   |
| 67  | Atletica leggera                  | Stadio Alberto Pinto                         | Caserta                        | Campania              | 12.000   |                                     |                                 |                                       | 1936   |
| 68  |                                   | Stadio Arturo Collana                        | Napoli                         | Campania              | 12.000   | Atletica leggera                    |                                 | Regione Campania                      | 1929   |
| 69  |                                   | Stadio Olimpico del nuoto                    | Roma                           | Lazio                 | 12.000   | Nuoto                               | Trofeo Settecolli               | Sport e Salute S.p.A.                 | 1959   |
| 69  | Pallanuoto                        | Stadio Olimpico del nuoto                    | Roma                           | Lazio                 | 12.000   | Roma Nuoto                          |                                 |                                       | 1959   |
| 70  |                                   | Stadio Marco Tomaselli                       | Caltanissetta                  | Sicilia               | 11.950   | Calcio                              | Nissa                           | Comune di Caltanissetta               | 1992   |
| 70  | Atletica leggera                  | Stadio Marco Tomaselli                       | Caltanissetta                  | Sicilia               | 11.950   |                                     |                                 |                                       | 1992   |
| 71  |                                   | Stadio Giovanni Celeste                      | Messina                        | Sicilia               | 11.900   | Calcio                              | Messina (allen.)                | Comune di Messina                     | 1932   |
| 72  |                                   | Stadio Alberto Picco                         | La Spezia                      | Liguria               | 11.512   | Calcio                              | Spezia                          | Comune di La Spezia                   | 1919   |
| 73  |                                   | Stadio Gianpiero Vitali                      | Massa                          | Toscana               | 11.500   | Calcio                              | Massese                         | Comune di Massa                       | 1960   |
| 73  | Atletica leggera                  | Stadio Gianpiero Vitali                      | Massa                          | Toscana               | 11.500   |                                     |                                 |                                       | 1960   |
| 74  |                                   | Stadio Domenico Francioni                    | Latina                         | Lazio                 | 11.200   | Calcio                              | Latina                          | Comune di Latina                      | 1935   |
| 75  |                                   | Velodromo Paolo Borsellino                   | Palermo                        | Sicilia               | 11.155   | Football americano                  | Sharks Palermo                  | Comune di Palermo                     | 1991   |
| 75  | Ciclismo su pista                 | Velodromo Paolo Borsellino                   | Palermo                        | Sicilia               | 11.155   |                                     |                                 |                                       | 1991   |
| 76  |                                   | Stadio Pier Luigi Penzo                      | Venezia                        | Veneto                | 11.150   | Calcio                              | Venezia                         | Comune di Venezia                     | 1913   |
| 77  |                                   | Stadio Dino Liotta                           | Licata (AG)                    | Sicilia               | 11.000   | Calcio                              | Licata                          | Comune di Licata                      | 1988   |
| 78  |                                   | Stadio del Tennis                            | Roma                           | Lazio                 | 10.500   | Tennis                              | Internazionali d'Italia         | Sport e Salute S.p.A.                 | 2010   |
| 79  |                                   | Stadio Tommaso Fattori                       | L'Aquila                       | Abruzzo               | 10.000   | Rugby                               | L’Aquila                        | Comune dell'Aquila                    | 1933   |
| 79  | Ciclismo su pista                 | Stadio Tommaso Fattori                       | L'Aquila                       | Abruzzo               | 10.000   |                                     |                                 |                                       | 1933   |
| 80  |                                   | Arena Civica                                 | Milano                         | Lombardia             | 10.000   | Calcio                              | Alcione                         | Comune di Milano                      | 1807   |
| 80  | Atletica leggera                  | Arena Civica                                 | Milano                         | Lombardia             | 10.000   |                                     |                                 |                                       | 1807   |
| 81  |                                   | Stadio Giovanni Scavo                        | Velletri (Roma)                | Lazio                 | 10.000   | Calcio                              | VJS Velletri                    | Comune di Velletri                    | 1970   |
| 81  | Atletica leggera                  | Stadio Giovanni Scavo                        | Velletri (Roma)                | Lazio                 | 10.000   |                                     |                                 |                                       | 1970   |
| 82  |                                   | Stadio Carlo Zecchini                        | Grosseto                       | Toscana               | 9.909    | Calcio                              | Grosseto                        | Comune di Grosseto                    | 1952   |
| 82  | Atletica leggera                  | Stadio Carlo Zecchini                        | Grosseto                       | Toscana               | 9.909    |                                     |                                 |                                       | 1952   |
| 83  |                                   | Stadio Romeo Neri                            | Rimini                         | Emilia-Romagna        | 9.768    | Calcio                              | Rimini                          | Comune di Rimini                      | 1934   |
| 83  | Atletica leggera                  | Stadio Romeo Neri                            | Rimini                         | Emilia-Romagna        | 9.768    |                                     |                                 |                                       | 1934   |
| 84  |                                   | Stadio dei Marmi                             | Carrara                        | Toscana               | 9.500    | Calcio                              | Carrarese                       | Comune di Carrara                     | 1955   |
| 85  |                                   | Stadio Omobono Tenni                         | Treviso                        | Veneto                | 9.435    | Calcio                              | Treviso                         | Comune di Treviso                     | 1933   |
| 86  |                                   | Stadio Degli Ulivi                           | Andria                         | Puglia                | 9.140    | Calcio                              | Fidelis Andria                  | Comune di Andria                      | 1949   |
| 87  |                                   | Arena Alto Adige                             | Rasun-Anterselva (BZ)          | Trentino-Alto Adige   | 9.000    | Biathlon                            |                                 | Provincia autonoma di Bolzano         | 1971   |
| 88  |                                   | Stadio Donato Vestuti                        | Salerno                        | Campania              | 9.000    | Rugby                               |                                 | Comune di Salerno                     | 1933   |
| 88  | Atletica leggera                  | Stadio Donato Vestuti                        | Salerno                        | Campania              | 9.000    |                                     |                                 |                                       | 1933   |
| 89  |                                   | Stadio Bruno Recchioni                       | Fermo                          | Marche                | 8.850    | Calcio                              | Fermana                         | Comune di Fermo                       |        |
| 90  |                                   | Stadio Raffaele Mancini                      | Fano (PU)                      | Marche                | 8.800    | Calcio                              | Fano                            | Comune di Fano                        | 1930   |
| 91  |                                   | Stadio Arena Garibaldi-Romeo Anconetani      | Pisa                           | Toscana               | 8.600    | Calcio                              | Pisa                            | Comune di Pisa                        | 1919   |
| 92  |                                   | Ippodromo di Maia                            | Merano (BZ)                    | Trentino-Alto Adige   | 8.600    | Equitazione                         |                                 | Comune di Merano                      | 1930   |
| 93  |                                   | Stadio Nicola Lapi                           | Trani                          | Puglia                | 8.401    | Calcio                              | Soccer Trani                    | Comune di Trani                       |        |
| 93  | Apulia Trani (femm.)              | Stadio Nicola Lapi                           | Trani                          | Puglia                | 8.401    |                                     |                                 |                                       |        |
| 94  |                                   | Stadio Gustavo Ventura                       | Bisceglie (BT)                 | Puglia                | 8.000    | Calcio                              | Bisceglie                       | Comune di Bisceglie                   | 1970   |
| 94  | Atletica leggera                  | Stadio Gustavo Ventura                       | Bisceglie (BT)                 | Puglia                | 8.000    |                                     |                                 |                                       | 1970   |
| 95  |                                   | Stadio Amsicora                              | Cagliari                       | Sardegna              | 8.000    | Hockey su prato                     | Amsicora                        | Società Ginnastica Amsicora           | 1923   |
| 96  |                                   | Stadio Steno Borghese                        | Nettuno (Roma)                 | Lazio                 | 8.000    | Baseball                            | Nettuno BC 1945                 | Comune di Nettuno                     | 1991   |
| 96  | Academy of Nettuno                | Stadio Steno Borghese                        | Nettuno (Roma)                 | Lazio                 | 8.000    |                                     |                                 |                                       | 1991   |
| 97  |                                   | Stadio San Francesco d'Assisi                | Nocera Inferiore (SA)          | Campania              | 8.000    | Calcio                              | Nocerina                        | Comune di Nocera Inferiore            | 1914   |
| 97  | Atletica leggera                  | Stadio San Francesco d'Assisi                | Nocera Inferiore (SA)          | Campania              | 8.000    |                                     |                                 |                                       | 1914   |
| 98  |                                   | Stadio Polisportivo Provinciale              | Erice (TP)                     | Sicilia               | 7.787    | Calcio                              | Trapani                         | Libero consorzio comunale di Trapani  | 1960   |
| 99  |                                   | Stadio Plebiscito                            | Padova                         | Veneto                | 7.715    | Rugby                               | Petrarca                        | Comune di Padova                      | 1981   |
| 99  | Valsugana                         | Stadio Plebiscito                            | Padova                         | Veneto                | 7.715    |                                     |                                 |                                       | 1981   |
| 100 |                                   | Stadio Romeo Menti                           | Castellammare di Stabia (NA)   | Campania              | 7.642    | Calcio                              | Juve Stabia                     | Comune di Castellammare di Stabia     | 1985   |
| 101 |                                   | Stadio Piercesare Tombolato                  | Cittadella (PD)                | Veneto                | 7.623    | Calcio                              | Cittadella                      | Comune di Cittadella                  | 1981   |
| 101 | Atletica leggera                  | Stadio Piercesare Tombolato                  | Cittadella (PD)                | Veneto                | 7.623    |                                     |                                 |                                       | 1981   |
| 102 |                                   | Stadio Franco Fanuzzi                        | Brindisi                       | Puglia                | 7.622    | Calcio                              | Brindisi                        | Comune di Brindisi                    | 1929   |
| 103 |                                   | Stadio La Piramide                           | Sorso (SS)                     | Sardegna              | 7.600    | Calcio                              | Sorso                           | Comune di Sorso                       | 1986   |
| 103 | Atletica leggera                  | Stadio La Piramide                           | Sorso (SS)                     | Sardegna              | 7.600    |                                     |                                 |                                       | 1986   |
| 104 |                                   | Stadio San Ciro Luca Alvieri                 | Portici (NA)                   | Campania              | 7.580    | Calcio                              | Portici                         | Comune di Portici                     | 1985   |
| 104 | Atletica leggera                  | Stadio San Ciro Luca Alvieri                 | Portici (NA)                   | Campania              | 7.580    |                                     |                                 |                                       | 1985   |
| 105 |                                   | Stadio XXI Settembre-Franco Salerno          | Matera                         | Basilicata            | 7.509    | Calcio                              | Matera                          | Comune di Matera                      | 1934   |
| 106 |                                   | Asics Firenze Marathon Stadium Luigi Ridolfi | Firenze                        | Toscana               | 7.500    | Atletica leggera                    |                                 | Comune di Firenze                     | 2001   |
| 107 |                                   | Stadio Danilo Martelli                       | Mantova                        | Lombardia             | 7.500    | Calcio                              | Mantova                         | Comune di Mantova                     | 1949   |
| 108 |                                   | Velodromo Maspes-Vigorelli                   | Milano                         | Lombardia             | 7.500    | Football Americano                  | Seamen Milano                   | Comune di Milano                      | 1935   |
| 108 | Rhinos Milano                     | Velodromo Maspes-Vigorelli                   | Milano                         | Lombardia             | 7.500    |                                     |                                 |                                       | 1935   |
| 108 | Sirene Milano (femm.)             | Velodromo Maspes-Vigorelli                   | Milano                         | Lombardia             | 7.500    |                                     |                                 |                                       | 1935   |
| 108 | Ciclismo su pista                 | Velodromo Maspes-Vigorelli                   | Milano                         | Lombardia             | 7.500    |                                     |                                 |                                       | 1935   |
| 109 |                                   | Velodromo Fausto Coppi                       | Torino                         | Piemonte              | 7.500    | Ciclismo su pista                   |                                 | Comune di Torino                      | 1920   |
| 110 |                                   | Stadio Franco Ossola                         | Varese                         | Lombardia             | 7.500    | Calcio                              | Città di Varese                 | Comune di Varese                      | 1935   |
| 110 | Ciclismo su pista                 | Stadio Franco Ossola                         | Varese                         | Lombardia             | 7.500    |                                     |                                 |                                       | 1935   |
| 111 |                                   | Stadio Gaetano Bonolis                       | Teramo                         | Abruzzo               | 7.498    | Calcio                              | Teramo                          | Comune di Teramo                      | 2008   |
| 112 |                                   | Stadio Porta Elisa                           | Lucca                          | Toscana               | 7.400    | Calcio                              | Lucchese                        | Comune di Lucca                       |        |
| 113 |                                   | Stadio Teofilo Patini                        | Castel di Sangro (AQ)          | Abruzzo               | 7.200    | Calcio                              | Castel di Sangro                | Comune di Castel di Sangro            | 1996   |
| 114 |                                   | Stadio Luigi Moccia                          | Afragola (NA)                  | Campania              | 7.000    | Calcio                              | Afragolese                      | Comune di Afragola                    | 1976   |
| 114 | Atletica leggera                  | Stadio Luigi Moccia                          | Afragola (NA)                  | Campania              | 7.000    |                                     |                                 |                                       | 1976   |
| 115 |                                   | Stadio Carlo Stagno d'Alcontres              | Barcellona Pozzo di Gotto (ME) | Sicilia               | 7.000    | Calcio                              | Igea Virtus                     | Comune di Barcellona Pozzo di Gotto   | 1970   |
| 115 | Atletica leggera                  | Stadio Carlo Stagno d'Alcontres              | Barcellona Pozzo di Gotto (ME) | Sicilia               | 7.000    |                                     |                                 |                                       | 1970   |
| 116 |                                   | Stadio Pasquale Stanganelli                  | Gioia Tauro (RC)               | Calabria              | 7.000    | Calcio                              | Gioiese                         | Comune di Gioia Tauro                 | 2000   |
| 116 | Atletica leggera                  | Stadio Pasquale Stanganelli                  | Gioia Tauro (RC)               | Calabria              | 7.000    |                                     |                                 |                                       | 2000   |
| 117 |                                   | Grand Stand Arena                            | Roma                           | Lazio                 | 7.000    | Tennis                              | Internazionali d'Italia         | Sport e Salute S.p.A.                 | 2019   |
| 118 |                                   | Stadio Torquato Bresciani                    | Viareggio (LU)                 | Toscana               | 7.000    | Inutilizzato                        |                                 | Comune di Viareggio                   | 1959   |
| 119 |                                   | Stadio Vito Simone Veneziani                 | Monopoli (BA)                  | Puglia                | 6.880    | Calcio                              | Monopoli                        | Comune di Monopoli                    | 1926   |
| 119 | Atletica leggera                  | Stadio Vito Simone Veneziani                 | Monopoli (BA)                  | Puglia                | 6.880    |                                     |                                 |                                       | 1926   |
| 120 |                                   | Stadio Gran Sasso d'Italia-Italo Acconcia    | L'Aquila                       | Abruzzo               | 6.763    | Calcio                              | L’Aquila                        | Comune dell'Aquila                    | 2016   |
| 121 |                                   | Stadio Lungobisenzio                         | Prato                          | Toscana               | 6.750    | Calcio                              | Prato                           | Comune di Prato                       | 1941   |
| 122 |                                   | Stadio Giovanni Mari                         | Legnano (MI)                   | Lombardia             | 6.700    | Calcio                              | Legnano                         | Comune di Legnano                     | 1921   |
| 122 | Atletica leggera                  | Stadio Giovanni Mari                         | Legnano (MI)                   | Lombardia             | 6.700    |                                     |                                 |                                       | 1921   |
| 123 |                                   | Stadio Regionale                             | Giarre (CT)                    | Sicilia               | 6.500    | Calcio                              | Giarre                          | Regione Siciliana                     | 1956   |
| 124 |                                   | Stadio Giuseppe Grezar                       | Trieste                        | Friuli-Venezia Giulia | 6.226    | Atletica leggera                    |                                 | Comune di Trieste                     | 1932   |
| 125 |                                   | Stadio Giuseppe Capozza                      | Casarano (LE)                  | Puglia                | 6.200    | Calcio                              | Casarano                        | Comune di Casarano                    | 1956   |
| 126 |                                   | Stadio Alberto De Cristofaro                 | Giugliano in Campania (NA)     | Campania              | 6.200    | Calcio                              | Giugliano                       | Comune di Giugliano in Campania       | 2000   |
| 126 | Atletica leggera                  | Stadio Alberto De Cristofaro                 | Giugliano in Campania (NA)     | Campania              | 6.200    |                                     |                                 |                                       | 2000   |
| 127 |                                   | Stadio Primo Nebiolo                         | Torino                         | Piemonte              | 6.170    | Football americano                  |                                 | Comune di Torino                      | 1959   |
| 127 | Atletica leggera                  | Stadio Primo Nebiolo                         | Torino                         | Piemonte              | 6.170    |                                     |                                 |                                       | 1959   |
| 128 |                                   | Stadio Santa Maria Goretti                   | Catania                        | Sicilia               | 6.000    | Rugby                               | Amatori Catania                 | Comune di Catania                     | 1970   |
| 129 |                                   | Stadio Falcone-Borsellino                    | Paternò (CT)                   | Sicilia               | 6.000    | Calcio                              | Paternò                         | Comune di Paternò                     | 2001   |
| 130 |                                   | Circolo del Tennis del Foro Italico          | Roma                           | Lazio                 | 6.000    | Tennis                              | Internazionali d'Italia         | Sport e Salute S.p.A.                 |        |
| 131 |                                   | Stadio dei Fiori                             | Valdagno (VI)                  | Veneto                | 6.000    | Calcio                              | Valdagno                        | Comune di Valdagno                    | 1930   |
| 132 |                                   | Stadio Luigi Zaffanella                      | Viadana (MN)                   | Lombardia             | 6.000    | Rugby                               | Viadana                         | Comune di Viadana                     | 1993   |
| 133 |                                   | Stadio Luigi Razza                           | Vibo Valentia                  | Calabria              | 6.000    | Calcio                              | Vibonese                        | Comune di Vibo Valentia               | 1935   |
| 134 |                                   | Stadio Guido D'Ippolito                      | Lamezia Terme (CZ)             | Calabria              | 5.842    | Calcio                              | Lamezia Terme                   | Comune di Lamezia Terme               | 1935   |
| 135 |                                   | Stadio Giuseppe Moccagatta                   | Alessandria                    | Piemonte              | 5.827    | Calcio                              | Alessandria                     | Comune di Alessandria                 | 1929   |
| 135 | Juventus Next Gen                 | Stadio Giuseppe Moccagatta                   | Alessandria                    | Piemonte              | 5.827    |                                     |                                 |                                       | 1929   |
| 135 | Juventus (femm.)                  | Stadio Giuseppe Moccagatta                   | Alessandria                    | Piemonte              | 5.827    |                                     |                                 |                                       | 1929   |
| 136 |                                   | Stadio Giacomo Carlini - Marco Bollesan      | Genova                         | Liguria               | 5.700    | Rugby                               | CUS Genova                      | Comune di Genova                      | 1927   |
| 136 | Ciclismo su pista                 | Stadio Giacomo Carlini - Marco Bollesan      | Genova                         | Liguria               | 5.700    |                                     |                                 |                                       | 1927   |
| 137 |                                   | Stadio Enzo Blasone                          | Foligno (PG)                   | Umbria                | 5.650    | Calcio                              | Foligno                         | Comune di Foligno                     | 1983   |
| 137 | Atletica leggera                  | Stadio Enzo Blasone                          | Foligno (PG)                   | Umbria                | 5.650    |                                     |                                 |                                       | 1983   |
| 138 |                                   | Stadio comunale                              | Chiavari (GE)                  | Liguria               | 5.535    | Calcio                              | Virtus Entella                  | Comune di Chiavari                    | 1935   |
| 139 |                                   | Stadio Sandro Cabassi                        | Carpi (MO)                     | Emilia-Romagna        | 5.510    | Calcio                              | Carpi                           | Comune di Carpi                       | 1928   |
| 140 |                                   | Stadio Druso                                 | Bolzano                        | Trentino-Alto Adige   | 5.500    | Calcio                              | Südtirol                        | Comune di Bolzano                     | 1930   |
| 141 |                                   | Stadio Alfredo Viviani                       | Potenza                        | Basilicata            | 5.500    | Calcio                              | Potenza                         | Comune di Potenza                     | 1930   |
| 142 |                                   | Stadio Mario Battaglini                      | Rovigo                         | Veneto                | 5.500    | Rugby                               | Rovigo                          | Comune di Rovigo                      | 1970   |
| 143 |                                   | Stadio Silvio Piola                          | Vercelli                       | Piemonte              | 5.500    | Calcio                              | Pro Vercelli                    | Comune di Vercelli                    | 1932   |
| 144 |                                   | Stadio Enrico Rocchi                         | Viterbo                        | Lazio                 | 5.460    | Calcio                              | Viterbese                       | Comune di Viterbo                     | 1930   |
| 145 |                                   | Stadio Enzo Mazzella                         | Ischia (NA)                    | Campania              | 5.428    | Calcio                              | Ischia                          | Comune di Ischia                      | 1988   |
| 145 | Atletica leggera                  | Stadio Enzo Mazzella                         | Ischia (NA)                    | Campania              | 5.428    |                                     |                                 |                                       | 1988   |
| 146 |                                   | Autodromo di Pergusa                         | Enna                           | Sicilia               | 5.400    | Automobilismo                       |                                 | Libero Consorzio comunale di Enna     | 1951   |
| 147 |                                   | Stadio Aragona                               | Vasto (CH)                     | Abruzzo               | 5.374    | Calcio                              | Pro Vasto                       | Comune di Vasto                       | 1931   |
| 148 |                                   | Stadio Guido Biondi                          | Lanciano (CH)                  | Abruzzo               | 5.334    | Calcio                              | Lanciano                        | Comune di Lanciano                    | 1961   |
| 148 | Ciclismo su pista                 | Stadio Guido Biondi                          | Lanciano (CH)                  | Abruzzo               | 5.334    |                                     |                                 |                                       | 1961   |
| 149 |                                   | Stadio Amerigo Liguori                       | Torre del Greco (NA)           | Campania              | 5.300    | Calcio                              | Turris                          | Comune di Torre del Greco             | 1952   |
| 150 |                                   | Stadio dei Marmi                             | Roma                           | Lazio                 | 5.280    | Atletica leggera                    |                                 | Sport e Salute S.p.A.                 | 1932   |
| 151 |                                   | Stadio Simonetta Lamberti                    | Cava de' Tirreni (SA)          | Campania              | 5.200    | Calcio                              | Cavese                          | Comune di Cava de' Tirreni            | 1969   |
| 151 | Atletica leggera                  | Stadio Simonetta Lamberti                    | Cava de' Tirreni (SA)          | Campania              | 5.200    |                                     |                                 |                                       | 1969   |
| 152 |                                   | Stadio Marcello Torre                        | Pagani (SA)                    | Campania              | 5.093    | Calcio                              | Paganese                        | Comune di Pagani                      | 1975   |
| 152 | Gelbison                          | Stadio Marcello Torre                        | Pagani (SA)                    | Campania              | 5.093    |                                     |                                 |                                       | 1975   |
| 152 | Atletica leggera                  | Stadio Marcello Torre                        | Pagani (SA)                    | Campania              | 5.093    |                                     |                                 |                                       | 1975   |
| 153 |                                   | Stadio Alessandro Lamarmora-Vittorio Pozzo   | Biella                         | Piemonte              | 5.000    | Calcio                              | Biellese                        | Comune di Biella                      | 1936   |
| 153 | Atletica leggera                  | Stadio Alessandro Lamarmora-Vittorio Pozzo   | Biella                         | Piemonte              | 5.000    |                                     |                                 |                                       | 1936   |
| 154 |                                   | Stadio Domenico Monterisi                    | Cerignola (FG)                 | Puglia                | 5.000    | Calcio                              | Audace Cerignola                | Comune di Cerignola                   | 1932   |
| 155 |                                   | Stadio Guido Teghil                          | Lignano Sabbiadoro (UD)        | Friuli-Venezia Giulia | 5.000    | Calcio                              | Pordenone                       | Comune di Lignano Sabbiadoro          | 1984   |
| 155 | Atletica leggera                  | Stadio Guido Teghil                          | Lignano Sabbiadoro (UD)        | Friuli-Venezia Giulia | 5.000    |                                     |                                 |                                       | 1984   |
| 156 |                                   | Stadio Giovanni Paolo II                     | Nardò (LE)                     | Puglia                | 5.000    | Calcio                              | Nardò                           | Comune di Nardò                       | 1960   |
| 157 |                                   | Stadio Giovanni Palatucci                    | Noto (SR)                      | Sicilia               | 5.000    | Calcio                              | Noto                            | Comune di Noto                        |        |
| 157 | Atletica leggera                  | Stadio Giovanni Palatucci                    | Noto (SR)                      | Sicilia               | 5.000    |                                     |                                 |                                       |        |
| 158 |                                   | Stadio Sergio Lanfranchi                     | Parma                          | Emilia-Romagna        | 5.000    | Rugby                               | Zebre                           | Comune di Parma                       | 2008   |
| 158 | Amatori Parma                     | Stadio Sergio Lanfranchi                     | Parma                          | Emilia-Romagna        | 5.000    |                                     |                                 |                                       | 2008   |
| 159 |                                   | Stadio Domenico Conte                        | Pozzuoli (NA)                  | Campania              | 5.000    | Calcio                              | Puteolana                       | Comune di Pozzuoli                    | 1906   |
| 160 |                                   | Stadio Marco Lorenzon                        | Rende (CS)                     | Calabria              | 5.000    | Calcio                              | Rende                           | Comune di Rende                       | 1971   |
| 161 |                                   | Stadio Raul Guidobaldi                       | Rieti                          | Lazio                 | 5.000    | Atletica leggera                    |                                 | Comune di Rieti                       | 1960   |
| 162 |                                   | Stadio Tre Fontane                           | Roma                           | Lazio                 | 5.000    | Calcio                              | Roma (femm.)                    | Roma Capitale                         | 1957   |
| 162 | Roma (prim.)                      | Stadio Tre Fontane                           | Roma                           | Lazio                 | 5.000    |                                     |                                 |                                       | 1957   |
| 163 |                                   | Stadio della Vittoria                        | Tolentino (MC)                 | Marche                | 5.000    | Calcio                              | Tolentino                       | Comune di Tolentino                   | 1974   |
| 163 | Atletica leggera                  | Stadio della Vittoria                        | Tolentino (MC)                 | Marche                | 5.000    |                                     |                                 |                                       | 1974   |
| 164 |                                   | Stadio di Monigo                             | Treviso                        | Veneto                | 5.000    | Rugby                               | Benetton                        | Comune di Treviso                     | 1973   |
| 165 |                                   | Stadio Opitergium                            | Oderzo (TV)                    | Veneto                | 5.000    | Calcio                              | Opitergina                      | Comune di Oderzo                      |        |